# برايان باست
برايان باسّت (بالإنجليزية: Brian Basset)‏ هو فنان قصص مصورة أمريكي، ولد في 30 نوفمبر 1957 في نوروولك في الولايات المتحدة.